# La Lagunita, Landa de Matamoros
La Lagunita är en ort i Mexiko.   Den ligger i kommunen Landa de Matamoros och delstaten Querétaro Arteaga, i den centrala delen av landet, 200 km norr om huvudstaden Mexico City. La Lagunita ligger 1 097 meter över havet och antalet invånare är 742.
Terrängen runt La Lagunita är huvudsakligen kuperad, men norrut är den bergig. Runt La Lagunita är det ganska glesbefolkat, med 29 invånare per kvadratkilometer. Närmaste större samhälle är Landa de Matamoros, 9,3 km sydväst om La Lagunita. I omgivningarna runt La Lagunita växer i huvudsak blandskog.